# 2020年至2021年德国足协杯
2020年至2021年德国足协杯（德語：DFB-Pokal 2020/21）是采取淘汰制的德国足协杯的第78届赛事。这项赛事由德国足球协会运营，它被视为继德国足球甲级联赛之后，德国足球第二重要的俱乐部锦标。共有64支球队参与本届赛事角逐，其中包括参加了上一赛季德甲和德乙的所有俱乐部。赛事原定于2020年8月14日揭幕，至2021年5月22日结束，但由于上一赛季受到冠状病毒大流行的影响而推迟，该赛季也随之顺延推迟。决赛将在柏林奥林匹克体育场举行，这座名副其实的中立场地自1985年以来一直承办决赛。本届赛事的卫冕冠军为德甲球队拜仁慕尼黑，它们在去季决赛中以4比2击败了拜耳勒沃库森。
德国足协杯的优胜者将自动获得2021-22赛季欧洲联赛分组赛阶段的参赛资格。若优胜球队已通过德甲排名取得欧洲冠军联赛的参赛资格，那么该欧洲联赛资格将由德甲第六名球队获得，而德甲第七名球队将顺延参加欧洲联赛的第二轮资格赛。优胜球队还将在下赛季初主办2021年德国超级杯，并将对阵2020-21赛季德甲冠军。

## 赛制

授予冠军的奖杯

### 参赛资格
德国足协杯是以64支球队开始角逐。去季德甲和德乙的全部36支球队，以及德丙的前四名球队自动获得参赛资格。剩余的名额中有21个给予各地区足球协会，即地区足协杯冠军。最后的3个名额，则给予三个拥有最多男子球队的地区协会，当前为巴伐利亚、下萨克森和威斯特法伦。其中下萨克森的名额是给予下萨克森杯亚军；而巴伐利亚及威斯特法伦的名额分别给予巴伐利亚地区联赛和威斯特法伦高级联赛中表现最好的业余俱乐部。由于每支球队都有权参加地方赛事以争取从各地足协杯突围，因此原则上每支球队都可以竞争德国足协杯。预备队不允许参赛，因此不会出现同一协会或组织有两支相同球队参赛的情况。

### 抽签
不同的轮次将按照如下规则进行抽签：
在第一轮，参赛球队将被分成两个档次的各32支球队。第一档包括通过地区杯赛晋级的球队、德丙联赛的前四名球队和德乙联赛的后四名球队。这一档次的每支球队都将被抽至对阵第二档次球队，后者包括所有剩余的职业球队。在此过程中，第一档球队将被设定为主场作战。
两档方案也适用于第二轮，晋级的德丙球队以及/或业余球队分为第一档，而其它晋级的职业球队则分在第二档。然而根据第一轮的结果，此时的分档并不需要具有相同的数量。一旦第一档出现空缺，剩余的对阵将在第二档球队中进行抽签，先被抽出的球队将进行主场作战。
对于再往后的轮次或决赛，将归为同一个档次进行抽签。任何晋级的德丙球队以及/或业余球队将成为主队——如果他们抽中的是职业球队。而在其他情况下，先被抽出的球队将进行主场作战。
决赛将在柏林奥林匹克体育场作为中立场地举行。首场半决赛的胜者会被视为“主队”，可优先选择出赛球衣。

### 比赛规则
比赛时间为90分钟，分为各45分钟的两个半场进行。若90分钟的常规比赛内战成平局，则需进行两个半场为期15分钟的加时赛；若加时赛仍未分出胜负，则需进行点球大战决胜。首先主罚点球的球队将通过掷硬币决定。每队共有7名球员允许出现在替补席，常规时间内最多可换3人。经IFBA于2016年批准后，作为试点项目的一部分，允许在加时赛使用第4个换人名额。从四分之一决赛开始，德国足协杯的所有比赛场次都将使用视频助理裁判（VAR）。尽管技术上可行，VAR却不会在四分之一决赛前用于德甲球队的主场比赛，以便为所有的比赛提供统一的方针。

### 红黄牌
若球员在赛事期间累计获得5张黄牌，则将在下一场比赛中停赛。若球员在单场比赛中累计两张黄牌被罚下场，也将在下一场比赛中停赛。若球员在单场比赛中被红牌罚下，则将视情况而定被禁赛至少一场。

### 冠军资格
德国足协杯的冠军将自动获得来季欧洲联赛分组赛阶段的参赛资格。如果它已通过德甲联赛的排名入围更高级别的欧洲冠军联赛，其资格将授予联赛第六名；而欧洲联赛第三轮资格赛的资格则顺延授予联赛第七名。足协杯冠军还将在来季初期获得德国超级杯的主办权，对阵去季德甲联赛冠军——除非同一支球队同时赢得德甲联赛和德国足协杯，实现双冠王。在这种情况下，其资格将授予德甲联赛亚军。

## 冠状病毒大流行的影响
2020年8月31日，德国足协执行委员会决定将比赛中可使用五个换人名额（加时赛可换第六人）的规定延续至2020-21赛季，这是在上个赛季末实施的，目的是减轻冠状病毒大流行造成的密集赛程的影响。根据赛事组织者的决定，国际足球协会理事会将使用五名替补的使用期限延长到2021年。为了遵守在疫情期间的公共卫生准则，承办比赛需要付出高昂的经济和组织成本；同时由于闭门作赛将使许多俱乐部失去门票销售收入，德国足协特别允许业余俱乐部交换主场作战的权利。

## 参赛球队
以下64支球队获得了本届德国足协杯的参赛资格：
| 德甲 18支球队来自2019–20赛季 | 德乙 18支球队来自2019–20赛季 | 德丙 前四名球队来自2019–20赛季 |
| - 奥格斯堡 - 柏林赫塔 - 柏林联 - 云达不来梅 - 普鲁士多特蒙德 - 福尔图娜杜塞尔多夫 - 和睦法兰克福 - 弗赖堡 - 霍芬海姆1899 - 科隆 - RB莱比锡 - 拜耳勒沃库森 - 美因茨05 - 普鲁士门兴格拉德巴赫 - 拜仁慕尼黑 - 帕德博恩07 - 沙尔克04 - 沃尔夫斯堡 | - 厄尔士山奥厄 - 阿米尼亚比勒费尔德 - 波鸿 - 达姆施塔特98 - 德累斯顿迪纳摩 - 格罗伊特菲尔特 - 汉堡 - 汉诺威96 - 海登海姆 - 卡尔斯鲁厄 - 荷尔斯泰因基尔 - 纽伦堡 - 奥斯纳布吕克 - 雅恩雷根斯堡 - 桑德豪森体育俱乐部 - 圣保利 - 斯图加特 - 韦恩威斯巴登 | - 维尔茨堡踢球者 - 和睦不伦瑞克 - 因戈尔施塔特04 - 杜伊斯堡 |
| 地区足协代表 21个协会的24支球队（主要）来自2019年至2020年地方足协杯 | | |
| 巴登 - 瓦德霍夫曼海姆 巴伐利亚 - 慕尼黑1860 (CW) - 施韦因富特05 (RB) 柏林 - 老格里尼克 勃兰登堡 - 菲尔斯滕瓦尔德联盟 不来梅 - 上诺伊兰 汉堡 - 和睦诺德施泰特 黑森 - 施泰因巴赫海格                                                            | 下莱茵 - 红白埃森 下萨克森 - 哈费尔泽 (3L/RL) - 和睦策勒 (Am.) 梅克伦堡-前波美拉尼亚 - 汉莎罗斯托克 中莱茵 - 迪伦 莱茵兰 - 恩格尔斯07 萨尔兰 - 埃尔沃斯贝格 萨克森 - 开姆尼茨                                                                         | 萨克森-安哈尔特 - 马格德堡 石勒苏益格-荷尔斯泰因 - 托德斯费尔德 南巴登 - 里拉辛根-阿尔伦 西南 - 凯泽斯劳滕 图林根 - 卡尔蔡斯耶拿 威斯特法伦 - 迈讷茨哈根 (CW) - 维登布吕克 (PO) 符腾堡 - 乌尔姆1846 |

## 日程表

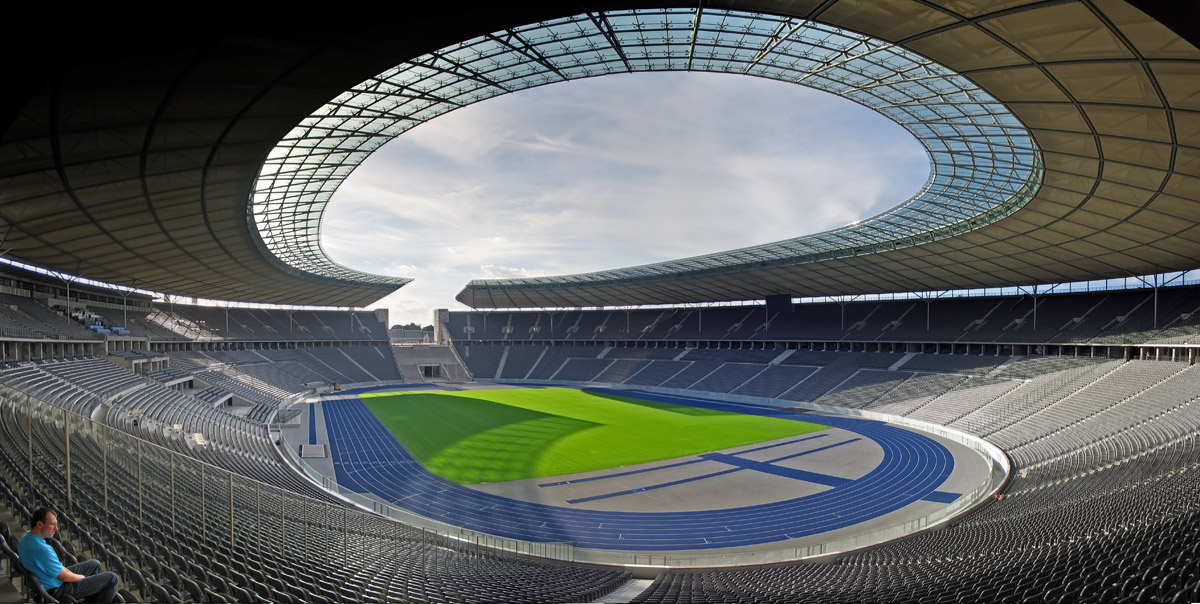
位于柏林的奥林匹克体育场将承办决赛

除非另有说明，所有抽签一般都将于每一轮后的周日傍晚18:00在多特蒙德的德国足球博物馆举行。德国电视一台的“体育纵览”栏目会对每轮抽签进行现场直播。从四分之一决赛开始，女子德国足协杯的抽签也将同时进行。
2020-21赛季的比赛轮次时间安排如下：
| 阶段         | 抽签日期       | 比赛日期                                                 |
| ------------ | -------------- | -------------------------------------------------------- |
| 第一圈       | 2020年7月26日  | 2020年9月11－14日（原定于2020年8月14－17日）             |
| 第二圈       | 2020年9月20日  | 2020年12月22－23日（原定于2020年10月27－28日）           |
| 八分之一决赛 | 2020年12月27日 | 2021年2月2－3日                                          |
| 四分之一决赛 | 2021年2月7日   | 2021年3月2－3日                                          |
| 半决赛       | 2021年3月7日   | 2021年5月1－2日（可能改期至2021年4月20－21日）           |
| 决赛         | 2021年3月7日   | 2021年5月13日（原定于2021年5月22日）于柏林奥林匹克体育场 |

## 比赛

### 第一圈
第一圈抽签仪式于2020年7月26日的18:30，即“体育纵览”栏目的播出时段在多特蒙德的德国足球博物馆举行。因受到冠状病毒大流行影响，抽签仅为各地方足协杯的潜在冠军抽出占位签。仪式由德国足协副秘书长海克·乌尔里希担任摇签嘉宾，而德国足协主席弗里茨·凯勒则担任开签人。由于勒丁豪森在抽签时仍有可能同时成为威斯特法伦杯和附加赛的优胜者，因此在两项赛事结束后，威斯特法伦两支球队的分配需要另行抽签决定。由迈讷茨哈根和维登布吕克参加的第二轮抽签于2020年8月26日10:45在法兰克福的德国足协总部举行，由前德国国家女子足球队队员雷娜特·林戈尔担任摇签嘉宾。首圈32场比赛分别于2020年9月11日至14日和10月15日举行。
为了遵守在疫情期间的公共卫生准则，承办比赛需要付出巨大的经济和组织成本；鉴于缺乏观众收入，德国足协特别允许业余俱乐部交换主场作战的权利。其中哈费尔泽、恩格尔斯07、菲尔斯滕瓦尔德联盟、上诺伊兰、迈讷茨哈根、老格里尼克、和睦策勒、和睦诺德施泰特、施韦因富特05、里拉辛根-阿尔伦以及迪伦均使用了这项权利并将客场作战。
德国足协原则上已于8月31日允许观众入场，尽管客队球迷仍然受限。然而，地方卫生当局拥有最终决定权。
| 2020年9月11日 | 哈费尔泽     | 1-5  | 美因茨05                    | 美因茨                                                |
| 20:45         | - 普鲁梅 17' | 報告 | - 57', 79', 90' - 77' - 86' | 場館： 欧宝竞技场 入場人數： 1,000 ： 阿尔内·阿尔宁克 |

| 2020年9月11日 | 和睦不伦瑞克                                               | 5-4  | 柏林赫塔                      | 不伦瑞克                                            |
| 20:45         | - 科比良斯基 2', 44', 66' - 17'（乌龙球） - 阿卜杜拉希 73' | 報告 | - 23', 83' - 库尼亚 29' - 65' | 場館： 和睦体育场 入場人數： 500 ： 托比亞斯·施蒂勒 |

| 2020年9月12日 | 恩格尔斯07 | 0-3  | 波鸿                   | 波鸿                                                      |
| 15:30         |            | 報告 | - 23' - 措勒 52' - 65' | 場館： 福诺菲亚鲁尔体育场 入場人數： 0 ： 弗洛里安·赫夫特 |

| 2020年9月12日 | 菲尔斯滕瓦尔德联盟 | 1-4  | 沃尔夫斯堡                                | 沃尔夫斯堡                                     |
| 15:30         | - 戈伊茨 9'（）    | 報告 | - 若奥·维克托 24', 29' - 格哈特 60' - 77' | 場館： AOK体育场 入場人數： 0 ： 罗伯特·施罗德 |

| 2020年9月12日 | 上诺伊兰 | 0-8  | 普鲁士门兴格拉德巴赫                                            | 门兴格拉德巴赫                                    |
| 15:30         |          | 報告 | - 12', 13' - 19' - 本塞拜尼 24' - 35' - 诺伊豪斯 52', 84' - 76' | 場館： 普鲁士公园 入場人數： 300 ： 薩沙·斯特格曼 |

| 2020年9月12日 | 迈讷茨哈根   | 1-6 (加時) | 格罗伊特菲尔特                                                   | 菲尔特                                                         |
| 15:30         | - 武尔姆 50' | 報告       | - 恩斯特 72' - 98' - 迈尔赫费尔 103', 105' - 阿比亚马 113', 118' | 場館： 龙霍夫托马斯·索默体育公园 入場人數： 0 ： 亚历山大·扎特 |

| 2020年9月12日 | 老格里尼克 | 0-6  | 科隆                                                            | 科隆                                                |
| 15:30         |            | 報告 | - 17' - 雷治贝察伊 36', 63' - 齐肖斯 43' - 68' - 德雷克斯勒 85' | 場館： 莱茵能源体育场 入場人數： 300 ： 马丁·汤姆森 |

| 2020年9月12日 | 纽伦堡 | 0-3  | RB莱比锡                       | 纽伦堡                                                   |
| 15:30         |        | 報告 | - 海达拉 3' - 67' - 黃喜燦 90' | 場館： 马克斯·莫洛克体育场 入場人數： 0 ： 馬爾科·弗里茨 |

| 2020年9月12日 | 托德斯费尔德 | 0-1  | 奥斯纳布吕克 | 托德斯费尔德                                          |
| 15:30         |              | 報告 | - 克拉斯 77' | 場館： 约达体育公园 入場人數： 500 ： 派屈克·伊特里希 |

| 2020年9月12日 | 慕尼黑1860 | 1-2  | 和睦法兰克福 | 慕尼黑                                                  |
| 15:30         | - 78'（）  | 報告 | - 51' - 56'  | 場館： 市立绿森林街畔体育场 入場人數： 0 ： 馬丁·彼得森 |

| 2020年9月12日 | 和睦策勒 | 0-7  | 奥格斯堡                                                                   | 奥格斯堡                                       |
| 15:30         |          | 報告 | - 巴尔加斯 20' - 29' - 47'（） - 尼德莱希纳 57' - 哈恩 66' - 延森 88', 90' | 場館： WWK竞技场 入場人數： 0 ： 丹尼爾·施拉格 |

| 2020年9月12日 | 乌尔姆1846              | 2-0  | 厄尔士山奥厄 | 乌尔姆                                              |
| 18:30         | - 吕勒 37' - 希格尔 89' | 報告 |              | 場館： 多瑙体育场 入場人數： 140 ： 米夏埃尔·巴赫尔 |

| 2020年9月12日 | 因戈尔施塔特04 | 0-1  | 福尔图娜杜塞尔多夫 | 因戈尔施塔特                                        |
| 18:30         |                | 報告 | - 80'              | 場館： 奥迪体育公园 入場人數： 0 ： 托比亞斯·賴歇爾 |

| 2020年9月12日 | 卡尔斯鲁厄 | 0-1 (加時) | 柏林联            | 卡尔斯鲁厄                                        |
| 18:30         |            | 報告       | - 施洛特贝克 118' | 場館： 苑囿体育场 入場人數： 450 ： 本亞明·科圖斯 |

| 2020年9月12日 | 卡尔蔡司耶拿 | 0-2  | 云达不来梅                | 耶拿                                                      |
| 20:45         |              | 報告 | - 萨金特 49' - 陳達毅 88' | 場館： 恩斯特·阿贝运动场 入場人數： 1600 ： 丹尼爾·西伯特 |

| 2020年9月13日 | 施泰因巴赫海格 | 1-2  | 桑德豪森            | 海格                                                  |
| 15:30         | - 马奎特 40'   | 報告 | - 比亚达 23', 45+1' | 場館： 西布雷体育中心 入場人數： 670 ： 尼古拉斯·温特 |

| 2020年9月13日 | 埃尔沃斯贝格                                           | 4-2  | 圣保利                     | 施皮森-埃尔沃斯贝格                                           |
| 15:30         | - 施内尔巴赫 16', 67' - 德拉贡 26' - 罗宾·费尔豪尔 48' | 報告 | - 克诺尔 7' - 贝纳特利 78' | 場館： 帝王椴旁乌尔萨制药竞技场 入場人數： 500 ： 蒂莫·格拉赫 |

| 2020年9月13日 | 和睦诺德施泰特 | 0-7  | 拜耳勒沃库森                                                   | 勒沃库森                                          |
| 15:30         |                | 報告 | - 4' - 阿米里 10', 31' - 阿拉里奥 12' - 维尔茨 21' - 30' - 77' | 場館： 拜耳竞技场 入場人數： 300 ： 泽伦·施托克斯 |

| 2020年9月13日 | 维登布吕克 | 0-5  | 帕德博恩07                                         | 居特斯洛                                                  |
| 15:30         |            | 報告 | - 米歇尔 24' - 塞贝尼 32', 45+1', 58' - 菲里希 83' | 場館： 海德瓦尔德体育场 入場人數： 120 ： 弗兰克·维伦博格 |

| 2020年9月13日 | 凯泽斯劳滕          | 1-1 (加時) | 雅恩雷根斯堡 |  |
| 15:30         | - 凯文·克劳斯克劳斯 | 報告       |              |  |

 64'
|goals2     =
- 弗雷内齐（英语：Albion Vrenezi）  4'

|stadium    = 弗里茨·瓦尔特体育场
|location   = 凯泽斯劳滕
|attendance =0
|referee    = 斯文·瓦希茨基
|penalties1 =
- Carlo Sickinger
- 凯文·克劳斯（英语：Kevin Kraus）克劳斯}}
- 赫洛谢克
- 斯卡拉蒂迪斯（英语：Simon Skarlatidis）
- 普里耶（英语：Marvin Pourié）

|penaltyscore = 3-4
|penalties2 =
- 韦克泽（英语：Erik Wekesser）
- 金贝尔（英语：Benedikt Gimber）
- 弗雷内齐（英语：Albion Vrenezi）
- 埃尔韦迪（英语：Jan Elvedi）
- 帕利奥尼斯（英语：Markus Palionis）

}}
| 2020年9月13日                                    | 开姆尼茨                       | 2-2 (加時) (2-3 )         | 霍芬海姆1899    | 开姆尼茨                                                       |
| 15:30                                            | - 弗赖贝尔格 59' - 比克尔 100' | 報告                      | - 48', 111'（） | 場館： 格勒特街畔体育场 入場人數： 3095 ： 帕特里克·汉斯尔鲍尔 |
|                                                  |                                |                           |                 |                                                                |
| - 比克尔 - 格里姆 - 穆勒 - 弗赖贝尔格 - 坎普尔卡 |                                | - 加西諾維奇 - 鲍姆加特纳 |                 |                                                                |

| 2020年9月13日 | 里拉辛根-阿尔伦 | 1-7  | 荷尔斯泰因基尔                                                        | 基尔                                                      |
| 15:30         | - 尼德曼 3'     | 報告 | - 瓦尔 15' - 塞拉 19' - 李在城 22', 24' - 29' - 波拉特 63' - 雷泽 86' | 場館： 荷尔斯泰因体育场 入場人數： 500 ： 克里斯托夫·京施 |

| 2020年9月13日 | 汉莎罗斯托克 | 0-1  | 斯图加特       | 罗斯托克                                                 |
| 15:30         |              | 報告 | 瓦曼吉图卡 42' | 場館： 波罗的海体育场 入場人數： 7500 ： 菲利克斯·茨瓦尔 |

| 2020年9月13日 | 瓦德霍夫曼海姆   | 1-2  | 弗赖堡                    | 曼海姆                                                 |
| 18:30         | - 马蒂诺维奇 56' | 報告 | - 權昶勛 19' - 施密德 79' | 場館： 卡尔·本茨体育场 入場人數： 460 ： 馬庫斯·施密特 |

| 2020年9月13日 | 马格德堡              | 2-3 (加時) | 达姆施塔特98                          | 马格德堡                                             |
| 18:30         | - 穆勒 14' - 贝克 26' | 報告       | - 梅勒姆 53' - 肯佩 66' - 洪萨克 100' | 場館： MDCC竞技场 入場人數： 5000 ： 曼努埃尔·格雷费 |

| 2020年9月13日 | 韦恩威斯巴登 | 1-0  | 海登海姆 | 威斯巴登                                            |
| 18:30         | - 蒂茨 61'   | 報告 |          | 場館： 碧然德竞技场 入場人數： 250 ： 本亚明·布兰德 |

| 2020年9月14日 | 德累斯顿迪纳摩                                         | 4-1  | 汉堡         | 德累斯顿                                                             |
| 18:30         | - 施塔克 3' - 贝克尔 16' - 达费尔纳 53' - 迈 90+5'（） | 報告 | - 奥纳纳 89' | 場館： 鲁道夫·哈比希体育场 入場人數： 10000 ： 弗洛里安·巴德施蒂布纳 |

| 2020年9月14日 | 维尔茨堡踢球者            | 2-3  | 汉诺威96                          | 维尔茨堡                                                  |
| 18:30         | - 费克 89' - 赫尔曼 90+5' | 報告 | - 魏丹特 23' - 59' - 许贝尔斯 78' | 場館： 福莱尔阿拉姆竞技场 入場人數： 0 ： 帕特里克·阿尔特 |

| 2020年9月14日 | 红白埃森       | 1-0  | 阿米尼亚比勒费尔德 | 埃森                                                |
| 18:30         | - 恩格尔曼 33' | 報告 |                    | 場館： 埃森体育场 入場人數： 300 ： 哈尔姆·奥斯默斯 |

| 2020年9月14日 | 杜伊斯堡 | 0-5  | 普鲁士多特蒙德                         | 杜伊斯堡                                                  |
| 20:45         |          | 報告 | - 14' - 贝林厄姆 23' - 39' - 50' - 58' | 場館： 绍因斯兰旅游竞技场 入場人數： 300 ： 罗伯特·坎普卡 |

| 2020年10月15日 | 迪伦 | 0–3  | 拜仁慕尼黑                          | 慕尼黑                                              |
| 20:45          |      | 報告 | - 舒波-莫廷 24', 75' - 穆勒 36'（） | 場館： 安联竞技场 入場人數： 0 ： 马蒂亚斯·约伦贝克 |

| 2020年11月4日 | 施韦因富特05 | 1-4  | 沙尔克04                    | 盖尔森基兴                                            |
| 15:30         | - 托曼 37'   | 報告 | - 39' - 44', 81' - 拉曼 86' | 場館： 费尔廷斯竞技场 入場人數： 0 ： 斯文·雅布隆斯基 |

### 第二圈
第二轮抽签仪式于2020年11月8日的18:30，即“体育纵览”栏目的播出时段在多特蒙德的德国足球博物馆举行。前德国女国脚因卡·格林斯担任摇签嘉宾。其中的15场比赛将于2020年12月22日至23日举行，此外应拜仁慕尼黑的要求，荷尔斯泰因基尔对阵拜仁慕尼黑的比赛被推迟至2021年1月13日，原因是后者“在圣诞节前有大量比赛”。
| 2020年12月22日 | 乌尔姆1846   | 1-3  | 沙尔克04            | 乌尔姆                                          |
| 18:30          | - 赖歇特 82' | 報告 | - 27' - 拉曼 51,63' | 場館： 多瑙体育场 入場人數： 0 ： 丹尼尔·施拉格 |

| 2020年12月22日 | 科隆    | 1-0  | 奥斯纳布吕克 | 科隆                                                |
| 18:30          | - 45+1' | 報告 |              | 場館： 莱茵能源体育场 入場人數： 0 ： 羅伯特·哈特曼 |

| 2020年12月22日 | 奥格斯堡 | 0-3  | RB莱比锡                     | 奥格斯堡                                       |
| 18:30          |          | 報告 | - 11' - 74' - 安赫利尼奧 82' | 場館： WWK竞技场 入場人數： 0 ： 萨沙·斯特格曼 |

| 2020年12月22日           | 霍芬海姆1899 | 2-2 (加時) (6-7 )                                                                  | 格罗伊特菲尔特                | 辛斯海姆                                            |
| 18:30                    | - 13' - 49'  | 報告                                                                               | - 恩斯特 21' - 邁爾赫費爾 46' | 場館： 普里赛罗竞技场 入場人數： 0 ： 泽伦·施托克斯 |
|                          |              |                                                                                    |                               |                                                     |
| - 博加德 - 努胡 - 魯迪 - |              | - 赫爾戈塔 - 恩斯特 - 耶克尔 - 蒂爾曼 - 邁爾赫費爾 - 鮑爾 - 勞姆 - 塞古因 - 萨尔佩 |                               |                                                     |

| 2020年12月22日 | 和睦不伦瑞克 | 0-2  | 普鲁士多特蒙德 | 不伦瑞克                                        |
| 20:00          |              | 報告 | - 12' - 90+2'  | 場館： 和睦体育场 入場人數： 0 ： 本亚明·科图斯 |

| 2020年12月22日 | 埃尔沃斯贝格 | 0-5  | 普鲁士门兴格拉德巴赫                                      | 施皮森-埃尔沃斯贝格                                           |
| 20:45          |              | 報告 | - 沃爾夫 5' - 貝奈斯 21' - 35' - 69' - 比利亞爾瓦 83'（） | 場館： 帝王椴旁乌尔萨制药竞技场 入場人數： 0 ： 馬庫斯·施密特 |

| 2020年12月22日 | 德累斯顿迪纳摩 | 0-3  | 达姆施塔特98                               | 德累斯顿                                                   |
| 20:45          |                | 報告 | - 施內爾哈特 24' - 白昇浩 59' - 杜爾孫 71' | 場館： 鲁道夫·哈比希体育场 入場人數： 0 ： 斯文·雅布隆斯基 |

| 2020年12月22日 | 柏林联                                 | 2-3  | 帕德博恩07                  | 柏林                                                    |
| 20:45          | - 普勒梅爾 6' - 許內邁耶 57'（乌龙球） | 報告 | - 米歇爾 3,36' - 塞貝尼 31' | 場館： 老林务所畔体育场 入場人數： 0 ： 弗兰克·维伦博格 |

| 2020年12月23日 | 红白埃森                                        | 3-2  | 福尔图娜杜塞尔多夫  | 埃森                                                |
| 18:30          | - 恩格尔曼 15' - 凯尔-戈麦斯 39' - 凯夫基尔 70' | 報告 | - 亨寧斯 36,87'（） | 場館： 埃森体育场 入場人數： 0 ： 马蒂亚斯·约伦贝克 |

| 2020年12月23日 | 斯图加特         | 1-0  | 弗赖堡 | 斯图加特                                                   |
| 18:30          | - 卡拉德西奇 15' | 報告 |        | 場館： 梅赛德斯-奔驰竞技场 入場人數： 0 ： 菲利克斯·布里希 |

| 2020年12月23日 | 沃尔夫斯堡                           | 4-0  | 桑德豪森 | 沃尔夫斯堡                                        |
| 18:30          | - 格哈特 27' - 29,90+1' - 維克托 41' | 報告 |          | 場館： 大众汽车竞技场 入場人數： 0 ： 圭多·温克曼 |

| 2020年12月23日                    | 韦恩威斯巴登 | 0-0 (加時) (2-4 )                       | 雅恩雷根斯堡 | 威斯巴登                                            |
| 20:45                             |              | 報告                                    |              | 場館： 碧然德竞技场 入場人數： 0 ： 托比亚斯·赖歇尔 |
|                                   |              |                                         |              |                                                     |
| - 肯佩 - 蒂茨 - 居勒延 - 普罗科普 |              | - 韋克澤 - 阿爾貝斯 - 格奧爾格 - 奥普库 |              |                                                     |

| 2020年12月23日 | 汉诺威96 | 0-3  | 云达不来梅                      | 汉诺威                                           |
| 20:45          |          | 報告 | - 30' - 薩金特 32' - 穆博姆 60' | 場館： HDI竞技场 入場人數： 0 ： 曼努埃尔·格雷费 |

| 2020年12月23日    | 美因茨05          | 2-2 (加時) (0-3 )              | 波鸿                        | 美因茨                                        |
| 20:45             | - 伯丘斯 7' - 55' | 報告                           | - 霍爾特曼 66' - 特舍 90+4' | 場館： 欧宝竞技场 入場人數： 0 ： 马丁·彼得森 |
|                   |                   |                                |                             |                                               |
| - 斯特格 - 马特塔 |                   | - 潘托維奇 - 馬索維奇 - 姆布西 |                             |                                               |

| 2020年1月12日 | 拜耳勒沃库森                                        | 4–1  | 和睦法兰克福 | 勒沃库森                                            |
| 20:45         | - 阿拉里奥 27'（） - 塔普索巴 49' - 迪亚比 67', 87' | 報告 | 尤尼斯 6'    | 場館： 拜耳竞技场 入場人數： 0 ： 克里斯蒂安·丁格特 |

| 2021年1月13日                                | 荷尔斯泰因基尔     | 2–2 (加時) (6–5 )                                       | 拜仁慕尼黑                | 基尔                                                  |
| 20:45                                        | - 37' - 瓦尔 90+5' | 報告                                                    | - 格纳布里 14' - 萨内 47' | 場館： 荷尔斯泰因体育场 入場人數： 0 ： 罗伯特·施罗德 |
|                                              |                    |                                                         |                           |                                                       |
| - 瓦尔 - 阿尔斯兰 - 塞拉 - 李在城 - 豪普特曼 |                    | - 莱万多夫斯基 - 基米希 - 穆勒 - 阿拉巴 - 科斯塔 - 罗卡 |                           |                                                       |

### 八分之一决赛
八分之一决赛的抽签仪式于2021年1月3日的17:30，即“体育纵览”栏目的播出时段在多特蒙德的德国足球博物馆举行。仪式由德国跳台滑雪名宿斯文·汉纳瓦尔德担任摇签嘉宾，而德国足协副主席彼得·弗里穆特则担任开签人。从这一阶段开始，将仅设一个摇签池，对战中率先抽出的球队可获得主场资格；唯一的例外是红白埃森——这是仅存的业余球队（可自动获得主场资格）。由于在抽签时尚有两场第二圈比赛未完成，因此摇签池内有两个签球各包含两支球队。全部八场比赛分别于2021年2月2日和3日举行。
| 2021年2月2日 | 红白埃森                        | 2-1 (加時) | 拜耳勒沃库森 | 埃森                                            |
| 18:30        | - 科夫基尔 108' - 恩格尔曼 117' | 報告       | - 105'       | 場館： 埃森体育场 入場人數： 0 ： 丹尼尔·施拉格 |

| 2021年2月2日                                                                  | 荷尔斯泰因基尔 | 1–1 (加時) (7–6 )                                                     | 达姆施塔特98 | 基尔                                                  |
| 18:30                                                                         | - 塞拉 58'     | 報告                                                                  | - 杜尔孙 86' | 場館： 荷尔斯泰因体育场 入場人數： 0 ： 泽伦·施托克斯 |
|                                                                               |                |                                                                       |              |                                                       |
| - 瓦尔 - 阿尔斯兰 - 塞拉 - 波拉特 - 李在城 - 豪普特曼 - 基尔凯斯科夫 - 洛伦茨 |                | - 梅勒姆 - 杜尔孙 - 霍兰德 - 白昇浩 - 赫恩 - 洪萨克 - 拉普 - 斯卡尔克 |              |                                                       |

| 2021年2月2日 | 云达不来梅                | 2–0  | 格罗伊特菲尔特 | 不来梅                                                |
| 20:45        | - 莫瓦尔德 12' - 阿古 73' | 報告 |                | 場館： 住房投资威悉体育场 入場人數： 0 ： 圭多·温克曼 |

| 2021年2月2日 | 普鲁士多特蒙德   | 3–2 (加時) | 帕德博恩07                        | 多特蒙德                                                |
| 20:45        | - 6' - 16' - 95' | 報告       | - 尤斯特凡 79' - 奥武苏 90+7'（） | 場館： 西格纳伊度纳公园 入場人數： 0 ： 托比亚斯·施蒂勒 |

| 2021年2月3日 | 沃尔夫斯堡 | 1–0  | 沙尔克04 | 沃尔夫斯堡                                            |
| 18:30        | 40'        | 報告 |          | 場館： 大众汽车竞技场 入場人數： 0 ： 菲利克斯·茨瓦尔 |

| 2021年2月3日 | RB莱比锡                            | 4–0  | 波鸿 | 莱比锡                                            |
| 18:30        | - 海达拉 11' - 45+1'（） - 66', 75' | 報告 |      | 場館： 红牛竞技场 入場人數： 0 ： 巴斯蒂安·丹克特 |

| 2021年2月3日                                           | 雅恩雷根斯堡            | 2–2 (加時) (4–3 )            | 科隆                       | 雷根斯堡                                        |
| 20:45                                                  | - 肯尼迪 35' - 乔治 43' | 報告                         | - 雅各布斯 4' - 丹尼斯 22' | 場館： 雅恩体育场 入場人數： 0 ： 罗伯特·哈特曼 |
|                                                        |                         |                              |                            |                                                 |
| - 韦克塞尔 - 金贝尔 - 阿尔贝斯 - 弗雷内齐 - 贝祖赫科夫 |                         | - 齐肖斯 - 阿罗科达雷 - 霍恩 |                            |                                                 |

| 2021年2月3日 | 斯图加特        | 1–2  | 普鲁士门兴格拉德巴赫 | 斯图加特                                                 |
| 20:45        | - 瓦芒吉图卡 2' | 報告 | - 45+1' - 50'        | 場館： 梅赛德斯-奔驰竞技场 入場人數： 0 ： 丹尼尔·西伯特 |

### 四分之一决赛
四分之一决赛的抽签仪式于2021年2月7日的17:30，即“体育纵览”栏目的播出时段举行，并由德国航海运动员、2021-21年旺代环球帆船赛第五名得主鲍里斯·赫尔曼担任摇签嘉宾。如同八分之一决赛阶段抽签一样，地区联赛代表红白埃森可自动获得主场作赛的资格。全部四场比赛将分别于2021年3月2日和3日举行。
| 2021年3月2日 | 普鲁士门兴格拉德巴赫 | 0-1  | 普鲁士多特蒙德 | 门兴格拉德巴赫                                  |
| 20:45        |                      | 報告 | 66'            | 場館： 普鲁士公园 入場人數： 0 ： 萨沙·斯特格曼 |

| 2021年3月3日 | 红白埃森 | 0–3  | 荷尔斯泰因基尔                       | 埃森                                            |
| 18:30        |          | 報告 | - 米林 26'（） - 塞拉 28' - 梅斯 90' | 場館： 埃森体育场 入場人數： 0 ： 马库斯·施密特 |

| 2021年3月3日 | RB莱比锡           | 2–0  | 沃尔夫斯堡 | 莱比锡                                          |
| 20:45        | - 63' - 黄喜灿 88' | 報告 |            | 場館： 红牛竞技场 入場人數： 0 ： 马尔科·弗里茨 |

| 2021年4月7日 | 雅恩雷根斯堡 | 0-1  | 云达不来梅 | 雷根斯堡                       |
| 18:30        |              | 報告 |            | 場館： 雅恩体育场 入場人數： 0 |

### 半决赛
半决赛的抽签仪式于2021年1月3日的17:30，即“体育纵览”栏目的播出时段举行。仪式由德国女子足球名宿贝贝尔·沃莱本担任摇签嘉宾，而时任德國21歲以下國家足球隊主教练的则担任开签人。两场半决赛将分别于2021年4月30日和5月2日举行。
| 云达不来梅 | 1–2 （加時賽） | RB莱比锡              |
| ---------- | -------------- | --------------------- |
| - 105+1'   | 報告           | - 黄喜灿 93' - 120+1' |

| 普鲁士多特蒙德               | 5–0  | 荷尔斯泰因基尔 |
| ---------------------------- | ---- | -------------- |
| - 16', 22' - 26' - 32' - 41' | 報告 |                |

### 决赛
| RB莱比锡 | 1–4  | 普鲁士多特蒙德         |
| -------- | ---- | ---------------------- |
| - 71'    | 報告 | - 5', 45+1' - 28', 87' |

## 电视转播
与去季一样，德国足协杯的所有比赛均在付费电视频道天空德国中直播。此外，德國公共廣播聯盟（ARD）旗下的德国电视一台也获得了赛事九场比赛的免费直播权，并由ARD负责选择具体的转播场次；德国体育一台则获准直播八分之一决赛前的四场焦点比赛。
全部的抽签仪式本应于每阶段赛事结束后的周日18:30在多特蒙德的德国足球博物馆进行，并通过ARD的“体育纵览”栏目进行现场直播。然而，因受到冠状病毒疫情的影响，第一、第二圈抽签都是在体育纵览栏目设于科隆的演播室举行。

## 射手榜
以下为德国足协杯的最佳射手，排序首先按进球数，其次按首字母顺序。不计算点球大战中的入球。
| 排名 | 球员              | 俱乐部               | 入球 |
| ---- | ----------------- | -------------------- | ---- |
| 1    | 英格兰            | 普鲁士多特蒙德       | 6    |
| 2    | 丹麦              | RB莱比锡             | 5    |
| 3    | 丹尼斯·斯尔贝尼   | 帕德博恩07           | 4    |
| 4    | 西蒙·恩格尔曼     | 红白埃森             | 3    |
| 4    | 挪威              | 普鲁士多特蒙德       | 3    |
| 4    | 德国              | 普鲁士门兴格拉德巴赫 | 3    |
| 4    | 黄喜灿            | RB莱比锡             | 3    |
| 4    | 马丁·科比兰斯基   | 和睦不伦瑞克         | 3    |
| 4    | 克罗地亚          | 霍芬海姆1899         | 3    |
| 4    | 法國              | 美因茨05             | 3    |
| 4    | 马尔科·迈尔赫费尔 | 格罗伊特菲尔特       | 3    |
| 4    | 斯文·米歇尔       | 帕德博恩07           | 3    |
| 4    | 比利时            | 沙尔克04             | 3    |
| 4    | 美国              | 普鲁士多特蒙德       | 3    |
| 4    | 扬尼·塞拉         | 荷尔斯泰因基尔       | 3    |
| 4    | 若昂·维克托       | 沃尔夫斯堡           | 3    |
| 4    | 沃特·             | 沃尔夫斯堡           | 3    |